# PPL (lenguaje de programación)

PPL(Practical Programming Language) es un lenguaje de programación. Anteriormente el lenguaje era conocido con el nombre de Obix. 
El lenguaje PPL tiene las siguientes características:
- alto nivel
- orientado a objetos
- estáticamente tipado
- Soporte para diseño por contrato
- compilado
- portable
- open source

El compilador de PPL genera bytecode.
PPL es open source liberado bajo los términos de la licencia Affero General Public License version 3.